# Bathylagidae

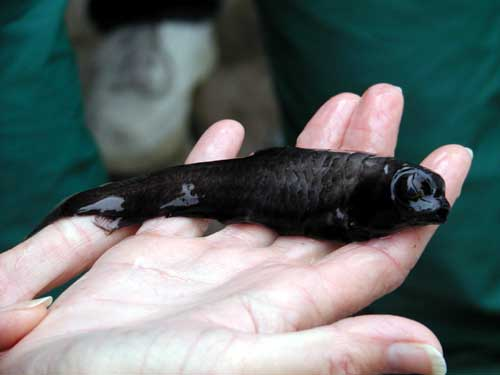
Bathylagus sp.

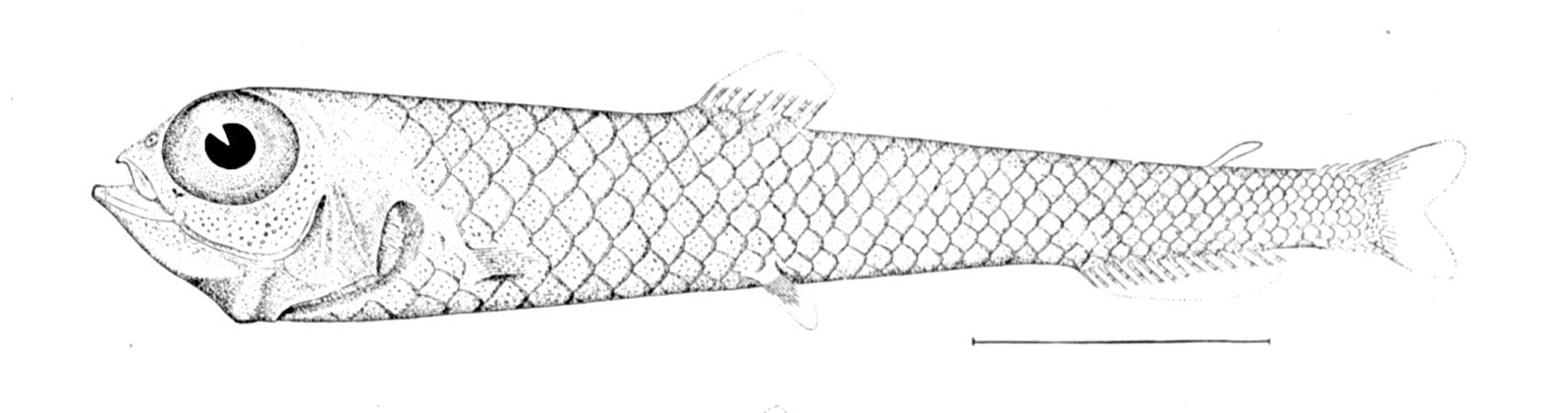
Bathylagus euryops

Bathylagidae è una famiglia di pesci ossei abissali appartenente all'ordine Argentiniformes.

## Distribuzione e habitat
La famiglia è diffusa in tutti gli oceani ma assente nel mar Mediterraneo. Vivono prevalentemente a profondità abissali; Lipolagus ochotensis è stato catturato a oltre 6000 m di profondità.

## Descrizione
Sono pesci allungati con occhi grandi e bocca piccola. La pinna adiposa manca in alcune specie. Le pinne pettorali sono inserite in basso, vicino al bordo inferiore del corpo.
Misurano intorno ai 15–20 cm, Bathylagichthys problematicus è la specie più grande e supera di poco i 26 cm.

## Biologia
Ignota.

## Specie
- Genere Bathylagichthys
  - Bathylagichthys australis
  - Bathylagichthys greyae
  - Bathylagichthys longipinnis
  - Bathylagichthys parini
  - Bathylagichthys problematicus
- Genere Bathylagoides
  - Bathylagoides argyrogaster
  - Bathylagoides nigrigenys
  - Bathylagoides wesethi
- Genere Bathylagus
  - Bathylagus andriashevi
  - Bathylagus antarcticus
  - Bathylagus euryops
  - Bathylagus gracilis
  - Bathylagus niger
  - Bathylagus pacificus
  - Bathylagus tenuis
- Genere Dolicholagus
  - Dolicholagus longirostris
- Genere Leuroglossus
  - Leuroglossus callorhini
  - Leuroglossus schmidti
  - Leuroglossus stilbius
- Genere Lipolagus
  - Lipolagus ochotensis
- Genere Melanolagus
  - Melanolagus bericoides
- Genere Pseudobathylagus
  - Pseudobathylagus milleri[2]